# Седанка (остановочный пункт)
Седа́нка — пассажирский железнодорожный остановочный пункт (ранее железнодорожная станция) Владивостокского отделения Дальневосточной железной дороги. Находится в пригороде Владивостока в одноимённом микрорайоне.

## История
Станция была открыта в 1893 году, в 1897 было построено здание вокзала станции, сохранившееся до наших дней. Вокзал считается одним из первых на Транссибирской магистрали. Был изуродован ремонтом к саммиту АЕЭС 2012. 24 октября 1922 года в здании станции состоялись переговоры и подписание соглашения о выходе войск интервентов из Владивостока и прилегающих островов не позднее 16 часов 25 октября 1922. Соглашение подписали  уполномоченный японским командованием генерал-майор Сибаяма и уполномоченный главкома НРА начальник Военно-политического управления Смирнов, о чем свидетельствует мемориальная доска на здании.
Электрифицирована в 1962. В постсоветское время была ликвидирована как станция, из двух запасных путей остался только один.
Летом 2001 года, в результате мощного тайфуна, приведшего к резкому сбросу воды на Седанкинском водохранилище, был снесён металлический железнодорожный двухпутный мост через реку Седанку близ станции. В результате этого Владивосток на трое суток оказался отрезанным от железнодорожного сообщения, пока не был сооружён временный мост. Летом 2002 года было сдано два новых стальных однопутных моста.

## Пассажирское сообщение
Через станцию проходят маршруты всех городских электропоездов. Пассажирские поезда и скоростные междугородние электропоезда следуют через станцию без остановок.